# Adil Isgandarov
Pour les articles homonymes, voir Isgandarov.
Adil Rza bey oglu Isgandarov (Adil Rza bəy oğlu İsgəndərov en azéri), né le 5 mai 1910 à Elizavetpol (province de Yelizavetpol) et mort le 18 septembre 1978 à Bakou, est un acteur et metteur en scène de théâtre et de cinéma azerbaïdjanais soviétique, artiste du peuple de l'URSS. 

## Biographie
Adil Isgandarov termine ses études au Collège d'art dramatique en 1931. En 1936, il entre à l'Institut Russe des arts du théâtre A.V. Lunatcharsky.  

### Carrière
De 1936 à 1960, Adil Isgandarov est metteur en scène et directeur du Théâtre dramatique azerbaïdjanais M. Azizbeyov.
Il se tourne, à partir de 1937, vers l'enseignement au Collège théâtral qui est renommé Institut National de théâtre M.A. Aliyev.   
À partir de 1961, il travaille au studio de cinéma Azerbaïdjanfilm comme acteur et réalisateur. Il en est le directeur de 1966 à 1974. En tant qu'acteur, il joua dans plusieurs films tels que :
- Sur les rives lointaines (Rosselini),
- Pierres noires (Khalilov),
- Au nom de la loi (Kamilov),
- Derviche détruit Paris (Hatamkhan aga),
- Mashadi Ibad (Gotchu),
- Le dernier passage (Karbala),
- Un coup de derrière (Procureur),
- 26 commissaires de Bakou (représentant du parti SR),
- Roméo est mon voisin (professeur).

## Distinctions
En 1948, Adil Isgandarov reçoit le Prix Staline (plus tard le Prix d'État de l'URSS) pour avoir réalisé la pièce Le matin de l'Orient d'Anvar Mammadkhanli.
- Artiste émérite de l’URSS
- Artiste du peuple de la RSS d'Azerbaïdjan (1943)[3]
- Prix d'État de l'URSS (prix Staline) (1948)
- Artiste du peuple de l'URSS (1959)
- Ordre de Lénine (1976)
- Ordre de l'Insigne d'honneur (1976)